# Бесбаев, Муса Сулейменович
Муса Сулейменович Бесбаев (3 марта 1928 — 21 апреля 2016) — советский и казахстанский учёный, партийный и общественный деятель, основатель Казахстанской академии труда и социальных отношений.

## Биография
Родился 3 марта 1928 года в ауле Суйндик Курмангазинского района Атырауской области.
Его трудовая деятельность началась в годы Великой Отечественной войны. В 1943—1946 гг. он без отрыва от учёбы в школе работал трактористом. Награждён медалью «За доблестный труд в Великой Отечественной войне 1941—1945 гг.».
В 1950 г. с отличием окончил исторический факультет Казахского государственного университета им. С.М. Кирова.
С 1951 по 1965 г. преподавал в Алма-Атинском зооветеринарном институте: ассистент кафедры, старший преподаватель, доцент. В 1963 г. защитил кандидатскую диссертацию в МГУ.
Переход в кадровый состав Высшей школы МВД СССР в начале 1966 года позволил раскрыть его талант подлинного педагога высшей школы и ученого-исследователя.
В 1968—1984 гг. работал в аппарате ЦК Компартии Казахстана, одновременно преподавал в ВУЗах.
В 1983 г. защитил докторскую диссертацию в Москве в Академии общественных наук. В целях повышения уровня своей профессиональной деятельности неоднократно стажировался в МГУ им. Ломоносова.
В 1984—1988 гг. — ректор Целиноградского государственного педагогического института им. С. Сейфуллина. В этот период им был создан уникальный комплекс материальной базы, которым гордится ЕНУ им. Л. Н. Гумилева и поныне, обновлен и укреплен кадровый и научно-педагогический персонал ВУЗа, придан новый творческий импульс.
С 1988 по 1992 г. — профессор, заведующий кафедрой Алма-Атинской высшей партийной школы. Он воспитал целую плеяду руководящих кадров для Президентской структуры, в целом для суверенного Казахстана. Многие его ученики являются сегодня Депутатами Парламента, Акимами и Министрами.
С 1994 г. — президент Казахской Академии труда и социальных отношений.
Автор более 250 научных работ по актуальным проблемам истории, теории и практики межнациональных отношений в СССР и Казахстане, в том числе 12 монографий. Избирался депутатом Целиноградского областного Совета народных депутатов (1985), членом Правления общества «Знание» Казахской ССР.
Был одним из ведущих в республике разработчиков гуманитарных проблем информатизации, занимает активную жизненную позицию. Неоднократно выступал за рубежом (в Англии, Дании, Испании, Франции, Японии, Италии, Германии, Турции, Чехословакии и др.). За большой научный вклад избран академиком Международной Академии Информатизации ООН (1994 г.), академиком Академии Гуманитарных Наук РК (1995 г.), являлся членом Специализированного Совета по защите докторских диссертаций (по истории) при КазНУ им. аль-Фараби. Вся жизнь профессора Бесбаева М. С. — яркий пример служения народу и суверенному Казахстану.

## Награды и звания
Награждён 16 правительственными наградами, в том числе орденом «Знак Почёта», медалями СССР и Республики Казахстан, а также Почетной грамотой Верховного Совета Казахской ССР.
В декабре 2011 г., в преддверии празднования 20-летия Независимости Республики Казахстан, награждён почетным званием «Заслуженный деятель Казахстана».
Отличник образования Республики Казахстан.